# Erhard Grosskopf
Erhard Grosskopf (* 17. März 1934 in Berlin; † 17. April 2025 ebenda) war ein deutscher Komponist.

## Leben
Nach verschiedenen Studienanfängen in Medizin, Mathematik, Philosophie, dem Studium von Kirchenmusik und Komposition bei Ernst Pepping und Boris Blacher und einer anschließenden zweijährigen Dozententätigkeit am Berliner Konservatorium war Grosskopf ab 1966 als freischaffender Komponist in seiner Heimatstadt tätig. Er war 1966/67 und 1977 Stipendiat der Villa Massimo Rom und arbeitete wiederholt im Elektronischen Studio für Sonologie der Universität Utrecht, später auch im ZKM Karlsruhe. 1972 wurde seine elektronische Musik Prozess der Veränderung beim Prix d’Italia ausgezeichnet. Von 1976 bis 1979 war er Mitherausgeber der Zeitschrift für Kultur und Politik Berliner Hefte, von 1978 bis 1998 Initiator und künstlerischer Leiter der Konzertreihe Insel Musik in Berlin. In den Jahren 1982 bis 1992 erhielt er als Dozent Einladungen zu den Internationalen Ferienkursen für Neue Musik Darmstadt.
Bereits in den 60er Jahren thematisierte Grosskopf die Dimension des Raumes in der Musik. So schuf er unter anderem 1969 eine instrumental-elektronische 7-Kanal-Komposition für den deutschen Kugelpavillon bei der Expo ’70 in Osaka (Dialectics) und 1971 Hörmusik, die erste für die Berliner Philharmonie und das Berliner Philharmonische Orchester komponierte Raumkomposition, über die Heinz-Klaus Metzger 30 Jahre später in Deutschlandradio Kultur äußerte: „Der Raum, um den es in dieser Partitur geht, ist aber nicht der Raum, in dem sie realisiert wird, sondern umgekehrt der Raum, den sie realisiert; sie bringt ihn nämlich kompositorisch hervor.“
Eine viel diskutierte Aufführung seines Balletts Lichtknall gab es 1987 an der Deutschen Oper Berlin (Regie und Bild Achim Freyer, Choreographie Lucinda Childs). Es folgten 1993 die Uraufführung der Sinfonie Zeit der Windstille (Auftrag des SFB/rbb, International Jury Selection der ISCM für die World Music Days ’95) und 2003 als Auftrag der MaerzMusik die Plejaden – Sieben ähnliche Stücke für Klavier und Orchester sowie im selben Jahr das Orchesterwerk Widerschein beim rbb, Musik der Gegenwart. 2010 wurde bei Ultraschall Berlin wurde sein Orchesterwerk ...durch ein Unendliches uraufgeführt. 
Erhard Grosskopf war ab 1994 Mitglied der Akademie der Künste (Berlin), von 2003 bis 2008 deren Vizedirektor und dann bis Mai 2012 Direktor der Sektion Musik.
Grosskopf starb im April 2025 im Alter von 91 Jahren in Berlin.

## Werke (Auswahl)
- Dialectics (1970), Instrumental-elektroakustische 8-Kanal-Komposition für den deutschen Kugelpavillon bei der EXPO '70 in Osaka.
- Hörmusik (1971), erste für die Berliner Philharmonie und das Berliner Philharmonische Orchester komponierte Raumkomposition.
- Quintett über den Herbstanfang für Orchester (1982)
- Lichtknall (Ballett, 1987 Deutsche Oper Berlin, Regie und Bild Achim Freyer, Choreographie Lucinda Childs).
- Sinfonie – Zeit der Windstille (1989) (Uraufführung 1993, Auftrag des SFB, heute rbb).
- Streichquartette Nr. 1, Nr. 2, Nr. 3, Nr. 4, Nr. 5 (1983/1990/1998/1998/2009)
- Streichtrio (2003)
- Plejaden – sieben ähnliche Stücke für Klavier und Orchester, Auftrag der MaerzMusik 2003.
- Schatten der Engel für großes Orchester (2005); Uraufführung musica viva München 2009.
- … durch ein Unendliches für Orchester (2009); Uraufführung Festival Ultraschall Berlin 2010.
- KlangWerk 11 für Orchester (2011); Uraufführung Hessischer Rundfunk Frankfurt/Main 2013, Festival Ultraschall Berlin 2017.

In der CD-Reihe Academy der Akademie der Künste erschien die Doppel-CD erhard grosskopf sound pool – adagio 0085182ACA edel.
Die Ersteinspielung der Streichquartette Nr. 1–3 mit dem Arditti String Quartet erschien bei NEOS 10706.